# Pasieka (powiat janowski)
Pasieka – wieś w Polsce położona w województwie lubelskim, w powiecie janowskim, w gminie Modliborzyce.

## Krótki opis
W latach 1975–1998 miejscowość należała administracyjnie do województwa tarnobrzeskiego. Według Narodowego Spisu Powszechnego (III 2011 r.) liczyła 173 mieszkańców i była dwunastą co do wielkości miejscowością gminy Modliborzyce. Miejscowość ludność wyznania katolickiego przynależy do parafii Matki Bożej Nieustającej Pomocy w Wierzchowiskach Drugich. Wyróżnia się też część wsi określaną jako Pasieka Kolonia. Powstała ona prawdopodobnie już przed I wojną światową.

## Historia
Wieś powstała około 1795 r. na terenie lasów należących do dóbr Wierzchowskich. Początkowo znajdowały się tutaj barcie leśne, z których pobierano miód - stąd właśnie najprawdopodobniej wywodzi się nazwa wsi. Z rąk Wiercieńskich wieś przeszła wraz z folwarkiem około roku 1840 w posiadanie rodziny Kochanowskich. Pod koniec XIX wieku wieś liczyła 56 mieszkańców. W II połowie XIX w. folwark kupił W. Solnicki, pleban blinowski. Następnie w XIX i XX w. dobra pasieckie były kilkukrotnie parcelowane. W 1921 r. Pasieka liczyła 20 domów i 128 mieszkańców. W październiku 1942 r. w okolicach wsi Niemcy rozbili oddział partyzancki POW dowodzony przez W. Pikule. W 1965 r. powstała jednostka OSP.